# Kafferlilja
Kafferlilja (Clivia nobilis) är en växt som tillhör mönjeliljesläktet. Den är vildväxande i östra Kap-provinsen i Sydafrika.I Sverige odlas kafferliljan sällsynt som krukväxt. 
Kafferlilja är en städsegrön perenn ört med jordstam. Den skjuter rikligt med korta utlöpare och bildar med tiden stora bestånd. Bladen är släta, styva, remlika, matt mörkgröna och ibland med ljusgrön mittstrimma. Bladkanterna är sträva med rundade eller urnupna spetsar. Längden på bladen varierar beroende på ljusmängden, från 30 cm i ljus lägen till 80 cm i mer skuggigt läge. Bladbredden variera från 2,5-5 cm. Blomställningen innehåller 40-60 hängande blommor, de varierar i färg från orangegröna till rödorange. Hyllets flikar är dock alltid gröna. Frukten är ett rött röda och tar ett år på sig att mogna, vilket gör att plantorna ofta har både blommor och bär samtidigt. Fröet är runt och omkring 6 mm i diameter.
Kafferliljan blommar från senhösten till våren.
Arten liknar Clivia mirabilis, men denna har sträva blad med släta kanter och utdragen spets. I odling förväxlas kafferliljan med hybridklivia Clivia × cyrtanthiflora.

## Odling
Kafferliljan blev vetenskapligt beskriven år 1828 och var populär i odling i Europa. Den behöll sin popularitet tills den mer spektakulära mönjeliljan (C. miniata) introducerades 30 år senare. Det som numera odlas under namnet kafferlilja är egentligen hybridklivia.
Kafferliljan odlas som övriga arter i släktet, se mönjelilja. Den växer långsamt i jämförelse med de andra arterna och det tar minst 6 år från frö till blommande exemplar. Detta kan förklara varför kafferlijan är ovanlig i kultur. Under gynnsamma förhållanden denna art är en långlivad planta och kan överleva många generationer. Kafferliljan tål temperaturer ner till 3°C.

### Webbkällor
- Winter, J. 2002. Clivia nobilis i PlantZAfrica.com. South African National Biodiversity Institute, Sydafrika.